# هوغو باتلر
هوغو باتلر (بالإنجليزية: Hugo Butler)‏ هو كاتب مسرحي وصحفي وكاتب سيناريو كندي وأمريكي، ولد في 4 مايو 1914 في كالغاري في كندا، وتوفي في 7 يناير 1968 في هوليوود في الولايات المتحدة.

## وصلات خارجية
- هوغو باتلر على موقع IMDb (الإنجليزية)
- هوغو باتلر على موقع ألو سيني (الفرنسية)
- هوغو باتلر على موقع أول موفي (الإنجليزية)
- هوغو باتلر على موقع قاعدة بيانات الأفلام السويدية (السويدية)
- هوغو باتلر على موقع قاعدة بيانات الفيلم (الإنجليزية)
- هوغو باتلر على موقع كينوبويسك (الروسية)